# Kazimierz Kurzawski
Kazimierz Kurzawski (ur. 29 października 1942 w Poznaniu) – polski strzelec sportowy, specjalista w strzelaniu z pistoletu dowolnego, nauczyciel akademicki, olimpijczyk z Tokio 1964 r., gdzie zajął 25. miejsce (na 54 startujących) w konkurencji pistoletu dowolnego (60 strzałów, 50 metrów) z wynikiem 537 pkt. Uczestnik Mistrzostw Świata w 1962 r. oraz Mistrzostw Europy w 1961 r. i 1963 r. Mistrz (1962 r.) i wicemistrz (1963 r.) Polski. Były trener kadry narodowej i olimpijskiej. 

## Życiorys
Studiował na Politechnice Poznańskiej (1964-1968 r.) i na Akademii Wychowania Fizycznego w Poznaniu (1969-1971 r.). Jest absolwentem Akademii Wychowania Fizycznego we Wrocławiu (1985 r.). 
13 czerwca 1991 r. na AWF we Wrocławiu obronił pracę doktorską pt. „Ocena kształcenia trenerów w uczelniach wychowania fizycznego na tle potrzeb współczesnego sportu”. Jest długoletnim pracownikiem naukowym, mającym na koncie liczne publikacje. Naucza strzelectwa sportowego, pedagogiki sportu oraz organizacji przedsięwzięć sportowych (zgrupowania, zawody etc.). Był promotorem ponad 250 prac magisterskich i dyplomowych.
Od 2004 r. jest redaktorem cyklicznych materiałów szkoleniowych pt. „Strzelectwo sportowe: nowoczesne rozwiązania szkoleniowe”.
Przebieg kariery
Posiada następujące uprawnienia szkoleniowe i sędziowskie w strzelectwie sportowym: pomocnik instruktora (1960 r.), sędzia strzelectwa sportowego (1960 r.), instruktor klasy drugiej (1961 r.), instruktor klasy pierwszej (1962 r.), trener klasy drugiej (1971 r.), trener klasy pierwszej (1976 r.), trener klasy mistrzowskiej (1982 r.)., sędzia strzelectwa sportowego klasy państwowej (1975 r.).
Jako zawodnik - specjalista w strzelaniach z pistoletu dowolnego na 50 metrów – brał udział w Mistrzostwach Europy w Budapeszcie w 1961 r. (VII miejsce), Mistrzostwach Świata w Kairze w 1962 r. (V miejsce), Mistrzostwach Europy w Sztokholmie w 1963 r. (IX miejsce), Igrzyskach Olimpijskich w Tokio w 1964 r. (XXV miejsce). Po zakończeniu kariery sportowej działacz w PZSS. 
Był trenerem kadry narodowej Polskiego Związku Strzelectwa Sportowego na Mistrzostwach Europy w Holandii w 1974 r., Mistrzostwach Europy w Danii w 1975 r., Mistrzostwach Europy w Jugosławii w 1976 r., Mistrzostwach Europy w Rumunii w 1977 r., Mistrzostwach Europy w Rzymie w 1977 r., Mistrzostwach Europy w Austrii w 1978 r., Mistrzostwach Europy w Finlandii w 1978 r., Mistrzostwach Europy w Norwegii w 1979 r. i Mistrzostwach Europy w ZSSR w 1979 r. oraz trener kadry olimpijskiej w strzelectwie sportowym na Igrzyskach Olimpijskich w Moskwie w 1980 r.
Był trenerem następujących zawodników: Józef Zapędzki, Krzysztof Kucharczyk, Wacław Hamerliński, Józef Frydel, Zbigniew Rabczuk, Jadwiga Samocka, Stanisław Czyrek, Adam Jemioła, Norbert Spychała oraz Sławomir Romanowski, Andrzej Macur, Erwin Matelski.
Jest członkiem: Polskiego Towarzystwa Naukowego Kultury Fizycznej, Międzynarodowego Towarzystwa Naukowego Gier Sportowych, Zarządu Polskiego Związku Strzelectwa Sportowego  w Warszawie, Zarządu Stowarzyszenia Trenerów Polskich w Warszawie, komisji szkoleniowej Polskiego Związku Strzelectwa Sportowego w Warszawie, Zarządu Okręgowego Strzelectwa Sportowego we  Wrocławiu.

## Nagrody i wyróżnienia
- 1971 – dwie nagrody Przewodniczącego Głównego Komitetu Kultury Fizycznej i Turystyki
- 1972 – dwie nagrody Przewodniczącego Głównego Komitetu Kultury Fizycznej i Turystyki
- 1973 – nagroda Przewodniczącego Głównego Komitetu Kultury Fizycznej i Turystyki
- 1974 – nagroda Prezesa Polskiej Federacji Sportu
- 1976 – nagroda Przewodniczącego Głównego Komitetu Kultury Fizycznej i Turystyki
- 1977 – nagroda Przewodniczącego Głównego Komitetu Kultury Fizycznej i Turystyki
- 1983 – Srebrny Krzyż Zasługi (Uchwała Rady Państwa PRL z dnia 14.09.1983 r. z okazji 50-lecia Polskiego Związku Strzelectwa Sportowego)
- 1994 – nagroda zespołowa I stopnia Prezesa Urzędu Kultury Fizycznej i Turystyki (z dnia 21.12.1994 r. w uznaniu zasług za szczególne osiągnięcia w pracy szkoleniowej w dziedzinie kultury fizycznej)
- 1994 – Srebrna i złota odznaka „Zasłużony Działacz Kultury Fizycznej”
- 2007 – „Zasłużony dla sportu na Dolnym Śląsku”
- 2013 – członek honorowy Polskiego Związku Strzelectwa Sportowego